# Климино (Новосибирская область)
Климино — исчезнувшая деревня в Венгеровском районе Новосибирской области России. На момент упразднения входила в состав Павловского сельсовета. Исключена из учётных данных в 1972 году.

## География
Располагалась у озера Темитир, в 6 км к югу от села Павлово.

## История
Деревня была основана в 1819 году. В 1928 году деревня Климено состояла из 92 хозяйств. В административном отношении входила в состав Павловского сельсовета Меньшиковского района Барабинского округа Сибирского края.
Решением Новосибирского облисполкома от 24.04.1972 г. № 264 деревня исключена из учётных данных как фактически не существующая.

## Население
По переписи 1926 г. в деревне проживало 459 человек (226 мужчин и 233 женщины), основное население — русские.